# Slavko Rebec
Slavko Rebec, novinar, prevajalec, dramatik, radijski igralec, * 11. avgust 1900, Trst, † 14. november 1959, Trst

## Življenje in delo
Slavko Rebec se je rodil v Trstu, a o njegovem življenju ni mnogo znanih podatkov. Gotovo je le, da se je po drugi svetovni vojni približal Radijskemu odru, ki je snemal za radijsko postajo Radio Trst A in Slovenskemu odru, skupini, ki je ustvarjala gledališke nastope in katere igralci so bili večinoma člani Radijskega odra, pod mentorstvom prof. Jožeta Peterlina .
Za Radio Trst A je Slavko Rebec prevedel 23 radijskih iger italijanskih avtorjev. Pisal pa je tudi izvirne stvari. V arhivu radijske postaje je več radijskih igric za otroke, v katerih se je znal lepo približati otroški duši in je govoril prav v toplem otroškem jeziku, med katerimi so: Čudežna škatlica (1952); Skrivnostni možiček in štiriperesna deteljica (l953); Petpedi (1953). Dramatiziral je tudi nekaj Andersenovih pravljic za radio. Za Radio Trst A je napisal več radijskih del: radijska enodejanka Tramontana (1949), v kateri je združil svoje veliko poznanje morja in njegovih skrivnosti; veseloigra v enem dejanju Mandrijerske hlače (1949), ki so jo nato igrali tudi na odru na Opčinah; enodejanka zgodba groze Smrt na mesarskem mostu (1950);  trodejanko Satornovi otroci; dramo v 5 dejanjih Jugunda, bela dama devinska (1957), ki jo je igral Slovenski oder tudi na odru na prostem . Za Radijski oder je bodisi igral kot režiral, domače in tuje avtorje .
Slavko Rebec je bil tudi predsednik društva Radijski oder, od leta 1946 do leta 1955. Radijski oder je imel rad in je postal njegova druga družina .